# Belinda Bencic
Belinda Bencic (n. 10 martie 1997, Flawil⁠(d), Cantonul St. Gallen, Elveția) este o jucătoare de tenis din Elveția. Cea mai bună clasare a sa la simplu a fost locul 4 WTA, în februarie 2020.

## Carieră
În 2012, Belinda Bencic a făcut debutul pentru echipa de Fed Cup a Elveției. În 2013 ea reușește să câștige Open-ul francez si Wimbledon-ul (single) la juniori. În 2014 Bencic bifează sferturi de finală la U.S. Open, învingând doua jucătoare de top zece, inclusiv fostul număr unu mondial, Jelena Janković, de-a lungul drumului ea a reușit să intre pentru prima dată în cariera în top 40 WTA.
În 2015, a reușit să câștige primul ei titlu WTA cât și primul titlu Premier 'Aegon International' pe iarba, învingând-o în finala pe Agnieszka Radwańska. Câștigând acest turneu, Bencic intra pentru prima dată în cariera sa în top 20 WTA. Ea a câștigat cel mai mare titlu din cariera sa la Rogers Cup, sfâșiind în drumul său spre trofeu patru jucătoare top 10 WTA: Caroline Wozniacki, Ana Ivanovic, numărul unu mondial Serena Williams, si pe Simona Halep în finală, aceasta fiind obligată să se retragă la scorul de 4-0 (pentru Bencic) din cauza unei probleme medicale. 
În anul 2021 la Jocurile Olimpice de la Tokyo a câștigat medalia de aur la simplu și împreună cu Viktorija Golubic medalia de argint la dublu.
Bencic este antrenată de către tatăl ei, care a emigrat în anul 1968 în Elveția din Cehoslovacia.

## Legături externe
- Belinda Bencic la Women's Tennis Association
- Belinda Bencic pe site-ul Federației Internaționale de Tenis

- en Belinda Bencic la Olympedia.org